# Arcanine
Arcanine (japanski: ウインディ Uindi) jedan je od 1025 fiktivnih vrsta Pokémona iz medijske franšize Pokémon, skupa Pokémon videoigara, animiranih serija, manga stripova, knjiga, igraćih karata i drugih medija kojima je tvorac Satoshi Tajiri. Svrha je Arcaninea u videoigrama, animiranoj seriji i manga stripovima, kao i svrha ostalih Pokémona, borba s divljim Pokémonima – neukroćenim stvorenjima koje igrači i likovi pronalaze dok kreću na razne avanture – i pripitomljenim Pokémonima drugih Pokémon trenera.

## Etimologijaimena
Arcanineovo ime kombinacija je engleskih riječi "arcane" = tajanstveno, i "canine", što ima dva značenja kada je prevedeno na hrvatski jezik; očnjak i pseći. Oba termina mogu se upotrijebiti kako bi objasnili značenje njegova imena. 
Njegovo japansko ime, Uindi (Windie), vjerojatno je posuđeno iz engleskog jezika, te znači "windy" = buran, vjetrovit, što se odnosi na njegovu burnu narav i brzinu. U početku, Arcanine se trebao zvati "Blaze", što doslovno znači plamen.

## Pokédex podaci
- Pokémon Red/Blue: Pokémon kojem su se od prošlosti divili zbog njegove ljepote. Okretno trči kao da leti.
- Pokémon Yellow: Legendaran Pokémon u Kini. Mnogi su ljudi očarani njegovom elegantnošću i ljepotom dok trči.
- Pokémon Gold: Ovog se legendarnog kineskog Pokémona smatra veličanstvenim. Mnogi su ljudi očarani njegovom velikom grivom.
- Pokémon Silver: Njegov veličanstveni lavež božanske je naravi. Svatko tko ga čuje ne može si pomoći, a da ne poklekne pred njim.
- Pokémon Crystal: Drevna slika prikazuje kako su ljudi bili privučeni njegovim kretnjama dok je trčao kroz prerije.
- Pokémon Ruby/Sapphire: Arcanine je poznatoj po svojoj brzini. Kažu kako je sposoban pretrčati 10000 kilometara u jednom danu. Vatra koja divlje gori u ovom Pokémonu izvor je njegove moći.
- Pokémon Emerald: Ovaj brzonogi Pokémon pretrči preko 10000 kilometara u jednom danu. Vatra koja gori u njemu izvor je njegove moći.
- Pokémon FireRed: Pokémon opisivan u kineskim legendama. Rečeno je kako trči nevjerojatnim brzinama.
- Pokémon LeafGreen: Pokémon kojem su se od prošlosti divili zbog njegove ljepote. Okretno trči kao da leti.
- Pokémon Diamond/Pearl: Njegova ponosna i kraljevska pojava osvojila je srca ljudi od davnina.

## U videoigrama
Arcaninea se ne može pronaći u divljini ni u jednoj Pokémon videoigri. Doduše, može ga se razviti iz Growlithea uz pomoć Vatrenog kamena. Zbog toga, dostupnost Arcaninea direktno ovisi o dostupnosti Growlithea i Vatrenog kamena.
Arcanineove statistike dobro su ujednačene. Imaju ukupno vrijednost od 555 bodova, što se može usporediti sa statistikama Legendarnih Pokémona (Mew i Celebi imaju ukupnu vrijednost od 600 bodova, dok Articuno i Entei imaju ukupno 580 bodova).

## Tehnike
| Prirodne tehnike                 | Prirodne tehnike | Prirodne tehnike |
| -------------------------------- | ---------------- | ---------------- |
| Tehnika                          | Vrsta tehnike    | Razina           |
| Ugriz (Bite)                     | Mračni           |                  |
| Traganje mirisom (Odor Sleuth)   | Normalni         |                  |
| Rika (Roar)                      | Normalni         |                  |
| Gromoviti očnjak (Thunder Fang)  | Električni       |                  |
| Vatreni očnjak (Fire Fang)       | Vatreni          |                  |
| Ekstremna brzina (ExtremeSpeed ) | Normalni         | 39               |

## Statistike
| HP:      | 90  |  |
| Attack:  | 110 |  |
| Defense: | 80  |  |
| Special: | 80  |  |
| SpAtk:   | 100 |  |
| SpDef:   | 80  |  |
| Speed:   | 95  |  |

Statistika Special korištena je samo tijekom prve generacije; kasnije je podijeljenja na Special Attack i Special Defense statistike.

## U animiranoj seriji
Arcanine je jedan od Garyjevih Pokémona. Isto tako, često ga koristi policajka Jenny, uz Growlithea.
U epizodi 416, društvo vidi Arcaninea kako bježi od Drewa i njegovog Flygona koji ga pokušavaju uhvatiti. Na kraju, ispada da je Arcanine zapravo trčao svojim mladuncima, malenim Growlithima, da bi ih nahranio.
As Kupole Tucker ima Arcaninea u Pokémon seriji.
U drugoj epizodi, Arcaninea se nakratko može vidjeti nacrtanog na kamenoj ploči u Pokémon centru zajedno s Ho-ohom, Zapdosom i Articunom. Postoji zbrka među fanovima kakve veze Arcanine ima s ova tri Pokémona, ako uopće veza i postoji. Ipak, sugerira se na to da su četiri Pokémona zapravo Arcanine, Zapdos, Articuno i Moltres (kojega je Ash zamijenio s Ho-ohom, jer je to bio grub i nejasan crtež), te u tom slučaju ploča prikazuje prvotna četiri legendarna Pokémona. To je još jedan dokaz u prilog teoriji da je Arcanine trebao imati status Legendarnog Pokemona, ali da su tvorci igre u nekom trenutku odlučili pretvoriti ga u "običnog". Njegova kategorija na engleskom jeziku također glasi "Legendary Pokémon".